# کاروانسرای رجو
کاروانسرای رجو مربوط به دوره سلجوقیان است و در شهرستان صدوق، بخش خضرآباد، شهر ندوشن، ۳ کیلومتری شرق روستای نیوک واقع شده و این اثر در تاریخ ۲۷ بهمن ۱۳۸۷ با شمارهٔ ثبت ۲۴۷۴۰ به‌عنوان یکی از آثار ملی ایران به ثبت رسیده است.